# Hockey Nova Scotia
Hockey Nova Scotia är ett kanadensiskt regionalt ishockeyförbund som ansvarar för all ishockeyverksamhet på amatörnivå i den kanadensiska provinsen Nova Scotia.
De hade 21 707 registrerade (17 301 spelare, 3 471 tränare och 935 domare) hos sig för säsongen 2017–2018.
Hockey Nova Scotia är medlem i det nationella ishockeyförbundet Hockey Canada.

## Förbund
Följande förbund ingår/ingick i Hockey Nova Scotia:
- Acadia Minor Hockey Association
- Antigonish Minor Hockey Association
- Bedford Minor Hockey Association
- Canso Minor Hockey Association
- Cape Breton County Minor Hockey Association
- Cape Breton West Minor Hockey Association
- Chebucto Minor Hockey Association
- Chester Minor Hockey Association
- Clare-Digby Minor Hockey Association
- Cole Harbour/Bel Ayr Minor Hockey Association
- Cumberland County Minor Hockey Association
- Dartmouth Whalers Minor Hockey Association
- East Hants Minor Hockey Association
- Eastern Shores Minor Hockey Association
- Glace Bay Minor Hockey Association
- Halifax Hawks Minor Hockey Association
- New Waterford Minor Hockey Association
- Northside District Minor Hockey Association
- Parrsboro Minor Hockey Association
- Pictou County Minor Hockey Association
- Queens Minor Hockey Association
- Sackville Minor Hockey Association
- Shelburne Minor Hockey Association
- South Colchester Minor Hockey Association
- South Shore Minor Hockey Association
- Strait Richmond Minor Hockey Association
- Sydney Minor Hockey Association
- TASA Minor Hockey Association
- Tatamagouche Minor Hockey Association
- Truro and Area Minor Hockey Association
- West Hants Minor Hockey Association
- Westcolchester Minor Hockey Association
- Western Valley Minor Hockey Association
- Yarmouth Minor Hockey Association

## Ligor
Följande ligor är/var sanktionerade av Hockey Nova Scotia:
- Maritime Junior A Hockey League
- Nova Scotia Junior Hockey League
- Nova Scotia Junior C Hockey League
- Nova Scotia Major Bantam Hockey League
- Nova Scotia Major Midget Hockey League
- Nova Scotia Women's Hockey League